# Ma Xiangbo

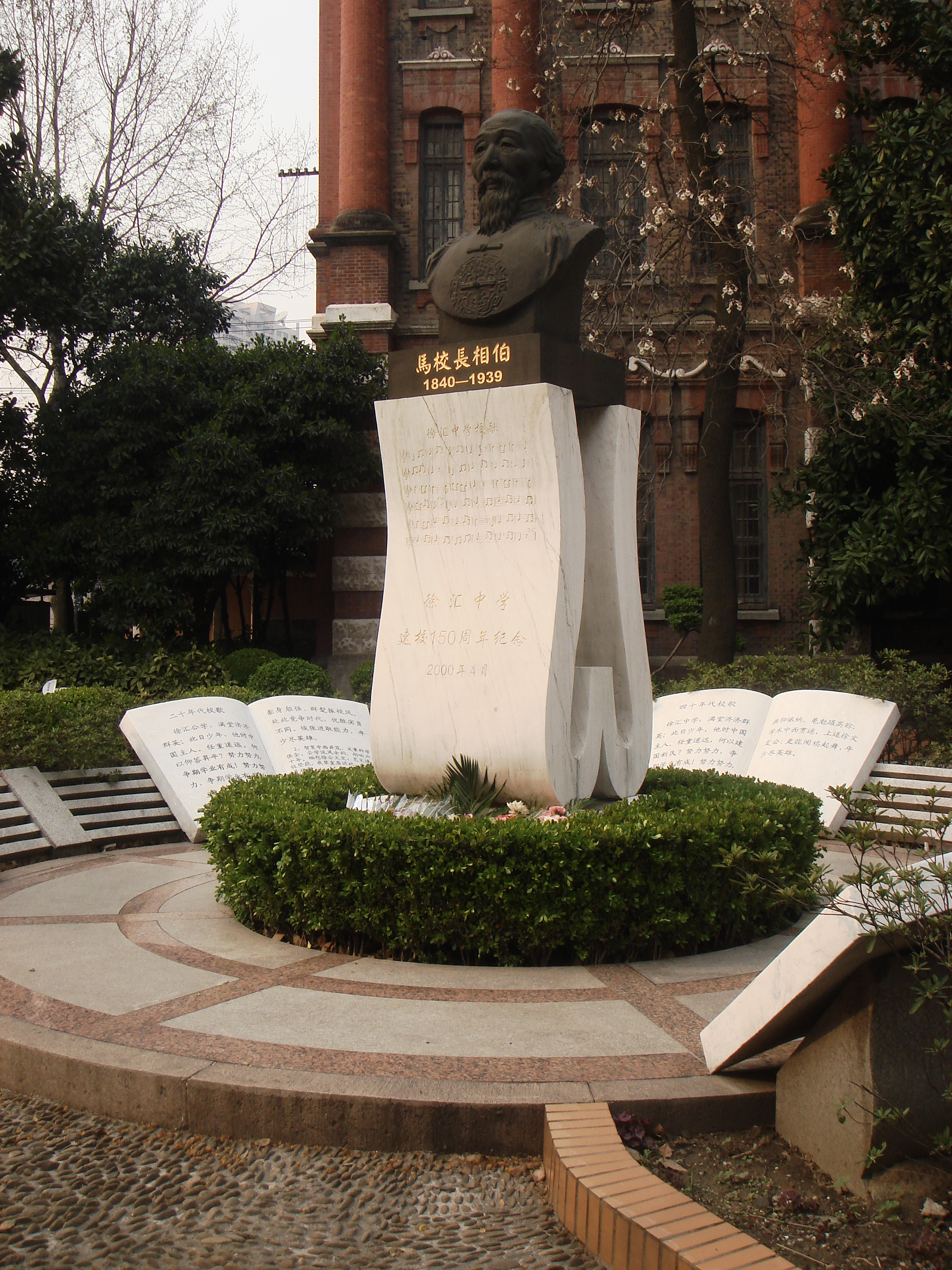
Ma Xiangbos staty på Xuhui High School

Ma Xiangbo (förenklad kinesiska: 马相伯; traditionell kinesiska: 馬相伯; pinyin: Mǎ Xiàngbó; Wade–Giles: Ma Hsiang-po), född 7 april 1840, död 4 november 1939, var en kinesisk jesuitpräst och pedagog i den sena Qingdynastin och det tidiga republikanska Kina. Han var en av grundarna av Aurorauniversitetet, Fu Jen Catholic University och Fudanuniversitetet.
Ma Xiangbos ursprungliga förnamn var Jianchang (建常) men ändrades till Liang (良). Xiangbo var hans stilnamn. Han antog också det katolska namnet Joseph.

## Biografi
Ma Xiangbo föddes i Dantu, Jiangsu-provinsen till en framstående katolsk familj. Vid 11 års ålder skrev han in sig på en fransk jesuitskola i Shanghai, Collège Saint-Ignace (nuvarande Xuhui High School), där han förblev först som elev och senare som lärare till 1870. År 1870 vigdes han till präst i jesuitorden.
Men på grund av de franska aggressionerna mot Kina, lämnade Ma prästadömet 1876 och gifte sig så småningom och skaffade en familj. 1886/87 besökte han Frankrike och ägnade så småningom sitt liv åt högre utbildning. Ma grundade följande institutioner för högre utbildning:
- Aurorauniversitetet (1903)
- Fudanuniversitetet (1905)
- Fu Jen Catholic University (1925), i samarbete med Ying Lianzhi

Hans idé om att etablera en högsta instans för lärande förverkligades så småningom 1928 av hans nära vän, utbildaren Cai Yuanpei, som grundade Academia Sinica.
Ma Xiangbo och hans bror, Ma Jianzhong, ledde också betydande politiska liv. Ma Jiangzhong var en framstående tjänsteman i Qingregeringen och Ma Xiangbo tjänstgjorde som diplomat från 1881 till 1897 i olika poster i Asien inklusive Japan (Tokyo 1881, Yokohama 1892), Korea (1882-1885?), Europa (Storbritannien och Frankrike 1886) –1887) och USA.